# Rüdiger Vollborn
Rüdiger Vollborn (født 12. februar 1963 i Vestberlin, Vesttyskland) er en tysk tidligere fodboldspiller (målmand).
Vollborn spillede hele sin karriere, fra 1982 til 1999, hos Bayer Leverkusen i Bundesligaen. Han spillede over 400 ligakampe for klubben, og var med til at vinde både den tyske pokalturnering samt UEFA Cuppen.
Vollborn nåede aldrig at spille for det vesttyske A-landshold, men spillede i perioden 1982-84 ni kampe for landets U/21-landshold.

## Titler
DFB-Pokal
- 1993 med Bayer Leverkusen

UEFA Cup
- 1988 med Bayer Leverkusen